# The Warrior's Code
The Warrior's Code is het vijfde studioalbum van de celticpunkband Dropkick Murphys. Het album werd uitgebracht op 21 juni 2005. Het was in 2010 het bestverkochte album van de band tot dan toe.

## Nummers
Alle nummers van Dropkick Murphys, tenzij anders wordt aangegeven.
1. "Your Spirit's Alive" - 2:21
2. "The Warrior's Code" - 2:30
3. "Captain Kelly's Kitchen" ("Courtin' in the Kitchen" traditioneel) - 2:48
4. "The Walking Dead" - 2:07
5. "Sunshine Highway" - 3:22
6. "Wicked Sensitive Crew" - 2:59
7. "The Burden" - 2:55
8. "Citizen C.I.A." - 1:28
9. "The Green Fields of France" (Eric Bogle-cover) - 4:46
10. "Take It and Run" - 2:44
11. "I'm Shipping Up to Boston" (tekst van Woody Guthrie) - 2:34
12. "The Auld Triangle" (Brendan Behan-cover) - 2:41
13. "Last Letter Home" - 3:32
14. "Tessie" (bonustrack) - 4:15
15. "Hatebomb" (Japanse bonustrack) - 1:12

## Muzikanten
- Al Barr - zang
- Ken Casey - bas, zang
- Matt Kelly - drums, bodhrán, zang
- James Lynch - gitaar, zang
- Marc Orrell - gitaar, accordeon, zang
- James "Scruffy" Wallace - doedelzak
- Tim Brennan - mandoline, tinwhistle, akoestische gitaar
- Laura Casey - viool, cello
- Marco Urban - zang
- Josephine Lyons - zang
- Tom O'Connell - zang
- Tom Madden - zang
- Anders Geering - zang
- Lance Burnett - zang